# Hans Falk
Hans Falk (* 16. August 1918 in Zürich; † 19. April 2002 in Zürich) war ein Schweizer Maler und Grafiker, der in New York, Irland, England, in der Schweiz und auf der italienischen Vulkaninsel Stromboli lebte.

## Leben und Werk
Hans Falk wurde 1918 in Zürich geboren und studierte an der Kunstgewerbeschule Zürich und in Luzern. Seine ersten Auftragsarbeiten waren Plakate und Grafiken, mit denen er zahlreiche Auszeichnungen gewann. Unter den wichtigsten Auftragsgewinnen war eine Serie von sieben Plakaten für die Expo 64. Zu seinen Erfolgen zählt ein Buch mit dem Schweizer Autor Friedrich Dürrenmatt. 1977 begleitete Hans Falk den Zirkus Knie auf seiner Tournee durch die Schweiz. Aus dieser Zirkus-Faszination erschien das Buch Hans Falk – Circus zum Thema (ABC-Verlag) und der Dokumentarfilm Circus Blues (FilmArts). 
Seine Reisen und längeren Auslandsaufenthalten führten ihn nach England, New York und Irland. In seinen späteren Jahren lebte er in Urdorf in der Nähe von Zürich und auf der sizilianischen Vulkaninsel Stromboli.
Hans Falk starb 2002 und hinterliess ein reiches Lebenswerk von Bildern, Plakaten und Grafiken. Er fand seine letzte Ruhestätte auf dem Zürcher Friedhof Nordheim.